# Silja Europa
Il Silja Europa è un traghetto appartenente alla compagnia di navigazione estone Tallink ed in noleggio alla Centraal Orgaan opvang asielzoekers come centro d'accoglienza.
Viene ricordato per essere stato attivo nei soccorsi durante il naufragio della MS Estonia tra il 27 ed il 28 settembre 1994.

## Record
Al momento della costruzione, nel 1993, era il più grande traghetto al mondo in termini di tonnellate di stazza lorda; ha mantenuto questo primato fino al 2001, quando è stato superato dai gemelli Pride of Rotterdam e Pride of Hull di P&O Ferries.

## Costruzione, varo e passaggio di proprietà
Il traghetto è stato ordinato alla fine degli anni '80 ai cantieri navali Meyer Werft di Papenburg dalla Rederi AB Slite, compagnia di navigazione facente parte del consorzio Viking Line. Tuttavia, quando ormai i lavori di costruzione erano ad uno stadio avanzato, la corona svedese subì una svalutazione del 10% e la compagnia di navigazione si trovò nell'impossibilità di pagare la nave, con un aumento del costo di costruzione di circa 400 milioni di corone svedesi.
Varato comunque con il nome di Europa il 23 gennaio 1993, ancora in livrea Viking Line; il cantiere ne assume la proprietà, noleggiandola poi alla svedese Silja Line per dieci anni. A questo punto, era il traghetto più grande del mondo, superando il Silja Symphony di circa 1.300 tonnellate.

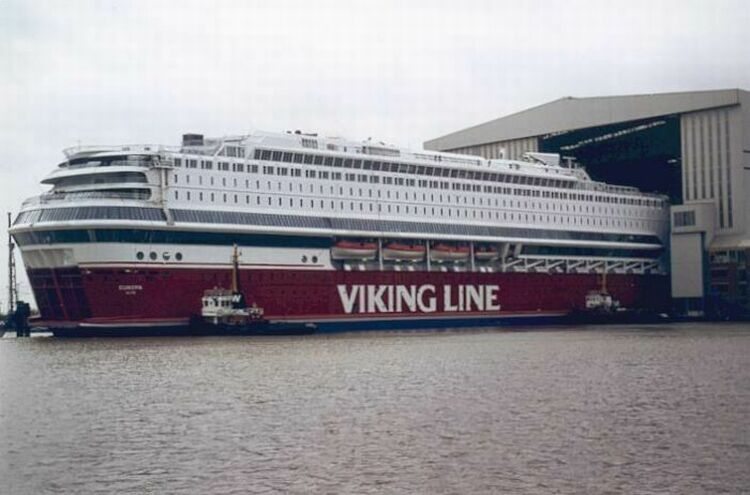
Lo scafo dell'Europa in uscita dal cantiere di Papenburg il 10 dicembre 1992, ancora in livrea Viking Line.

Successivamente, viene ridipinto con la caratteristica livrea della Silja Line, ovvero, bianca e, ribattezzato Silja Europa, entrò in servizio nel Mar Baltico al posto del Silja Serenade.
Al suo interno vi era presente anche un ristorante McDonald's.

## Servizio
Ribattezzato Silja Europa il 5 marzo 1993 e noleggiato alla Silja Line il giorno successivo, esordisce il 13 marzo successivo in una minicrociera tra Helsinki e Tallinn. Dal giorno successivo prende servizio sulla Stoccolma-Helsinki. 
Dal 12 gennaio 1995 prende servizio nei collegamenti tra Turku, Mariehamn e Stoccolma. 
Il 13 gennaio si incaglia nei pressi di Furusund, riuscendo tuttavia a disincagliarsi con la propria propulsione e proseguendo per Stoccolma. Giunto nella capitale svedese, viene posto fuori servizio fino al 18 gennaio per le necessarie riparazioni. 
Nel 1996 il ristorante McDonald's  viene sostituito da un proprio ristorante di Hamburger, l'EuropaBurger.
Nel settembre del 1998 viene sottoposto a lavori di ammodernamento, durante i quali vengono aggiunte nuove cabine ed aumentata la capacità passeggeri.
A partire dal 1º luglio 1999 lo scalo di Mariehamn viene alternato con uno a Långnäs.
Il 19 luglio 2000 viene posto fuori servizio a causa di un guasto alle eliche, tornando in servizio 5 giorni dopo.

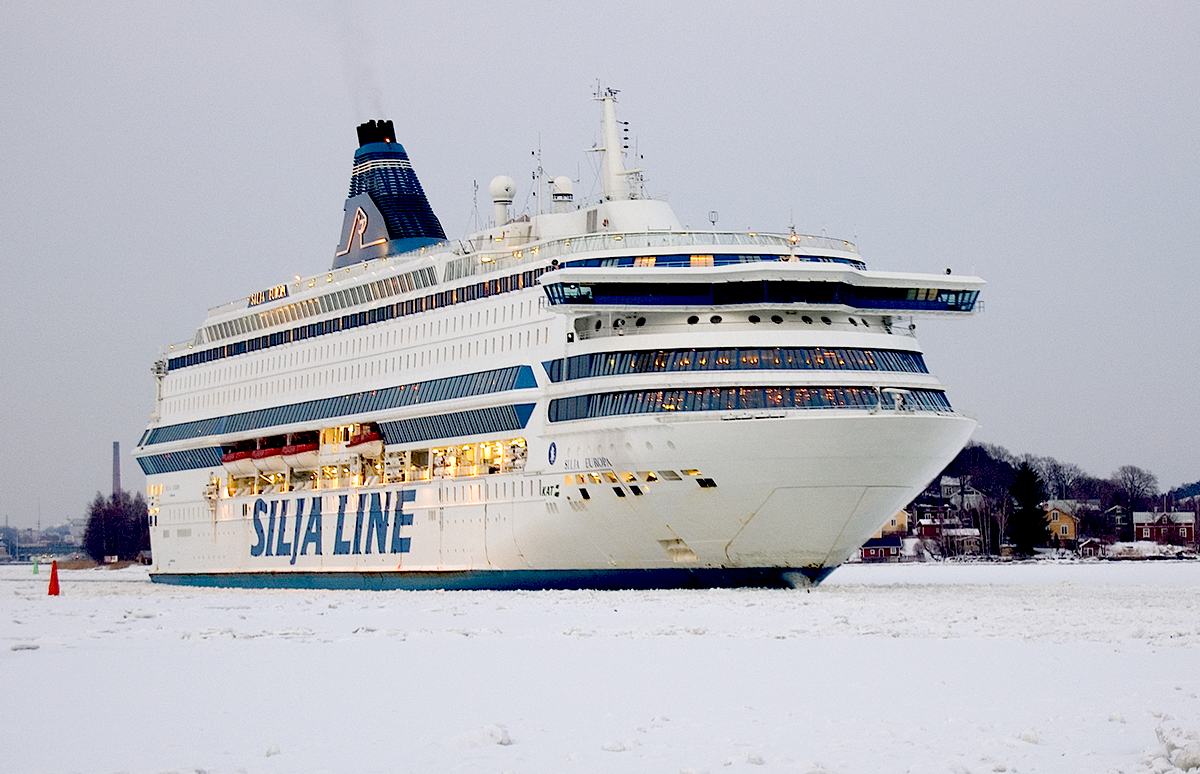
Il Silja Europa in partenza da Turku.

Dal 1º marzo 2001 opera nei mesi invernali tra Turku, Mariehamn, Långnäs e Kapellskär, mentre in estate lo scalo finale viene cambiato in Stoccolma.
Il 2 ottobre 2001, durante la navigazione da Turku a Kappelskär, viene appiccato da un passeggero un incendio in una cabina del traghetto, che viene dirottato a Stoccolma. Giunto in porto, il passeggero venne arrestato dalla polizia svedese.
Il 28 settembre 2002, una donna cade dal traghetto durante la navigazione, successivamente salvata.
Dal 22 al 29 gennaio 2004 viene impiegato come hotel galleggiante a Stoccolma.
Il 25 maggio 2005 la proprietà del traghetto passa in maniera definitiva alla Silja Line.

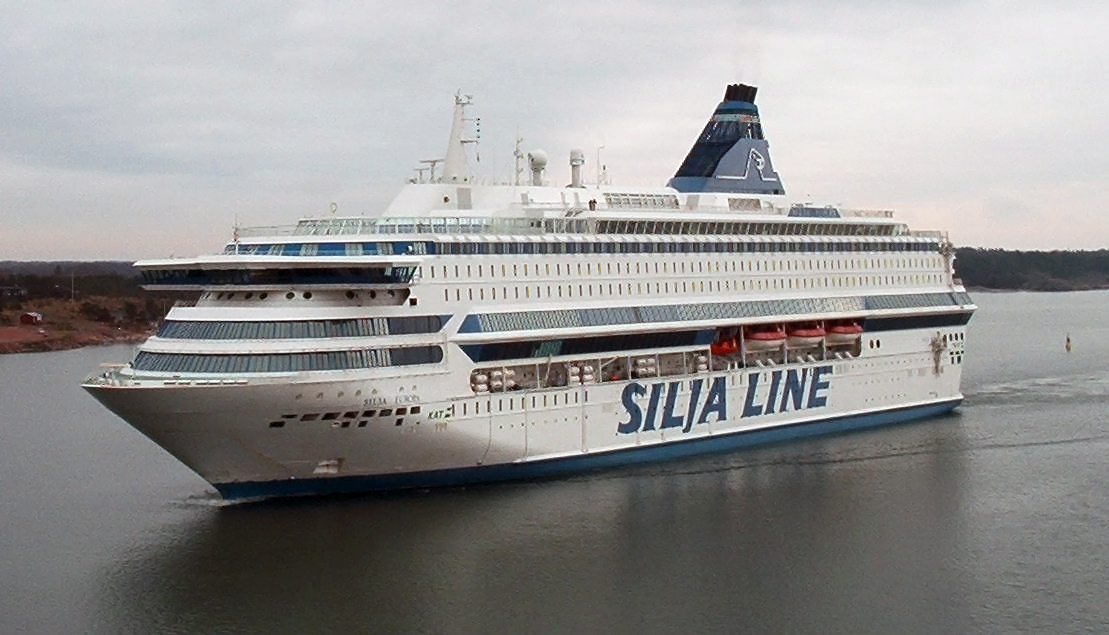
Il Silja Europa in arrivo a Mariehamn, 4 maggio 2005.

Dal 2 al 7 settembre 2005 viene noleggiato ed impiegato come hotel galleggiante per ospitare una conferenza a Stoccolma.
Il 27 novembre 2006, nonostante l'acquisto di Silja Line da parte dell'estone Tallink, il Silja Europa continua ad operare sotto le insegne della Silja se sulla Turku-Mariehamn/Långnäs-Stoccolma/Kapellskär.

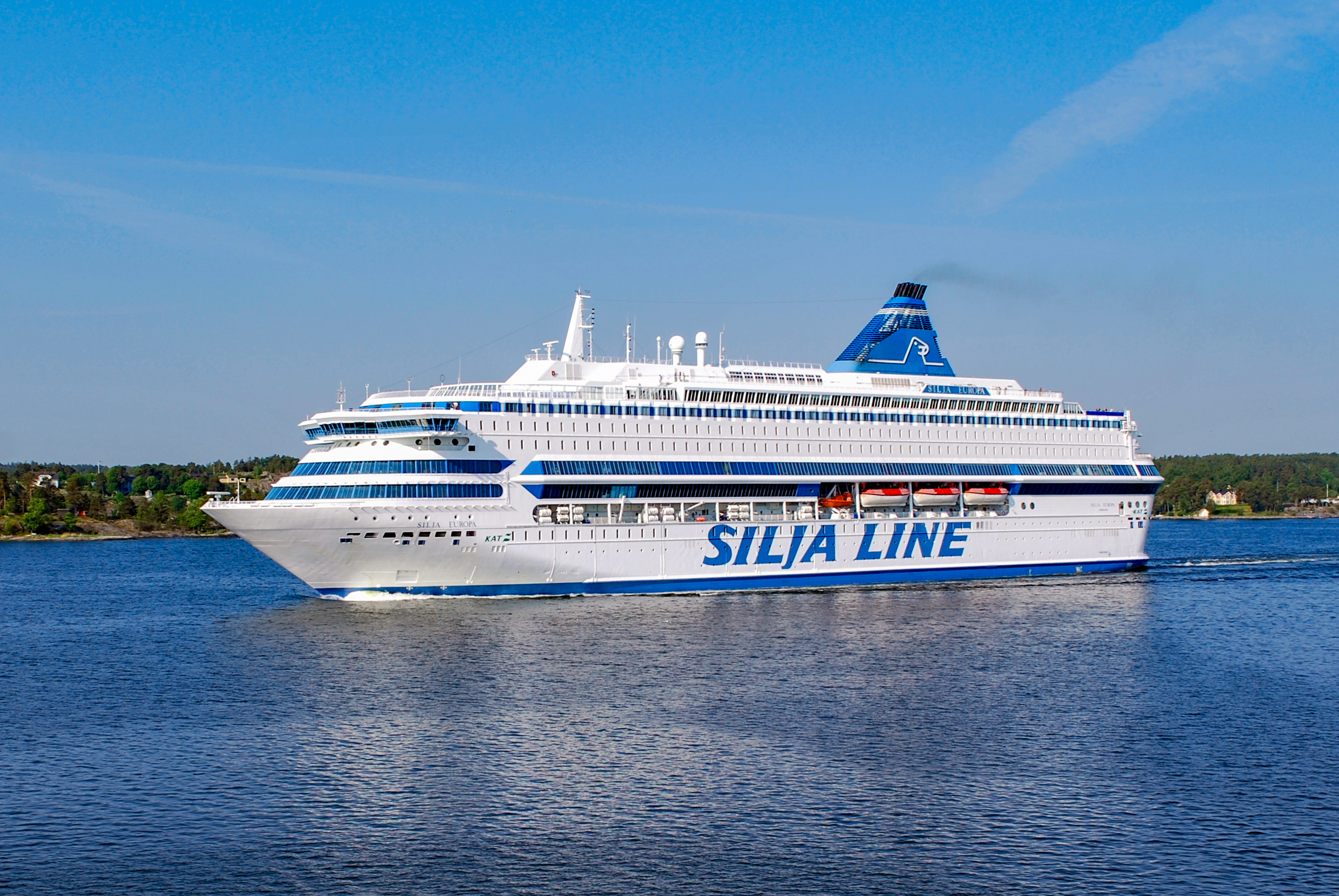
Il Silja Europa in arrivo a Stoccolma nel 2011.

Il 22 novembre 2009 il traghetto ebbe un problema ai timoni e cominciò a girare in tondo, venendo successivamente aiutato da dei rimorchiatori nell'avvicinamento a Turku. Posto fuori servizio e trasferito nel cantiere navale di Remontowa, torna in servizio il 19 dicembre successivo.
Il 20 gennaio 2013 esegua la sua ultima traversata sotto le insegne della Silja Line e viene trasferito alla Tallink, per la quale prende servizio 3 giorni dopo sulla Helsinki-Tallinn.
Il 21 luglio 2014 viene noleggiato alla Bridgemans Services Ltd ed impiegato come hotel galleggiante per i lavoratori impiegati nella costruzione del Gorgon Gas Project, un impianto di produzione e distribuzione di gas naturale.
Salpato da Tallinn il 12 settembre, giunge a Dampier il 14 ottobre e, dal 24 ottobre inizia il nuovo impiego a Barrow Island.
Il 31 dicembre 2015 termina il noleggio, tornando poi l'8 febbraio 2016 a Muuga, dove viene sottoposto a lavori di ammodernamento. Dal 13 giugno 2016 torna in servizio per la stagione estiva sulla Helsinki-Tallinn..
Il 20 ottobre 2019 sono stati rinvenuti 2 passeggeri morti in una cabina.
Il 17 marzo 2020 viene disarmato a Tallinn in seguito al calo del traffico per la pandemia di COVID-19.
Dal 12 giugno al 21 settembre 2020 torna in servizio tra Tallinn ed Helsinki. Successivamente viene di nuovo disarmato.
Dal 5 al 15 giugno 2021 viene impiegato come hotel galleggiante in occasione del G7 di Falmouth. Dal 23 giugno torna in servizio per Tallink.
Dal 21 ottobre al 14 novembre 2021 viene di nuovo impiegato come hotel galleggiante in occasione della conferenza dell'ONU sull'ambiente a Glasgow. Dal 18 novembre torna in servizio tra Helsinki e Tallinn.
Il 5 aprile 2022 entra in collisione con la banchina di Tallinn a causa del maltempo, riportando danni allo scafo e venendo successivamente posto fuori servizio per le necessarie riparazioni.
Dal 21 aprile 2022 torna in servizio tra Helsinki e Tallinn, eseguendo saltuariamente delle minicrociere verso Visby.
Il 28 luglio 2022 viene siglato un accordo con la Centraal Orgaan opvang asielzoekers per impiegare il traghetto come centro d'accoglienza per migranti. Il 21 settembre 2022 giunge a Velsen Noord, iniziando il nuovo impiego.
Il 25 maggio 2023 il noleggio viene prolungato ed il 1º luglio successivo viene trasferito a Schiedam, dove si trova tutt'oggi.

## Il naufragio dell'M/S Estonia
Il 28 settembre 1994 Silja Europa riceve un messaggio di Mayday da parte del traghetto Estonia. Inizialmente sull'Estonia si è verificata una perdita di corrente che ha reso impossibile, da parte dell'equipaggio, fornire la corretta posizione della nave. Successivamente l'Estonia, riuscendo a comunicare la propria posizione, permette alla Silja Europa di contattare altre navi e i soccorsi da terra, per prestare aiuto alla nave in avaria.
Silja Europa si incaricò di dirigere i soccorsi all'Estonia.
Purtroppo non vi furono altre comunicazione fra Silja Europa ed Estonia. Il Mariella, un altro traghetto, in contatto con Silja Europa, una volta arrivata sul luogo dell'incidente, comunica di non vedere più l'Estonia. Si presume, a quel punto, che la nave sia affondata.
Silja Europa arriva successivamente sul luogo del naufragio, salvando un sopravvissuto.
Al termine delle operazioni di soccorso solo 137 delle 989 persone a bordo dell'Estonia furono tratte in salvo. 852, dunque, i deceduti.